# Club Deportivo Alfonso Ugarte
Ne doit pas être confondu avec Club Alfonso Ugarte de Chiclín.
Maillots
Dernière mise à jour : 11 septembre 2023.
Le Club Deportivo Alfonso Ugarte est un club péruvien de football basé à Puno, dans le sud du Pérou. 

## Histoire
Fondé en 1928 sous le nom de Club Unión Fuerza Obrera, le club est renommé en Estrella Roja trois ans plus tard, puis est rebaptisé en 1936 définitivement en Club Deportivo Alfonso Ugarte, du nom d'Alfonso Ugarte (en), un héros péruvien de la Guerre du Pacifique opposant le Chili au Pérou et à la Bolivie entre 1879 et 1884.
Le CD Alfonso Ugarte doit attendre 1974 pour faire son apparition en 1re division, puis frappe un grand coup dès l'année suivante en devenant vice-champion du Pérou derrière l'Alianza Lima. Ce succès lui permet de participer pour la première – et seule – fois à la Copa Libertadores en 1976.
Présent en D1 pendant 18 saisons d'affilée (1974-1991), il finit par descendre en 1991, revenant à sa ligue d'origine en Copa Perú (D3), compétition qu'il n'a plus quittée, malgré quatre expériences en 2e division en 2006, 2007, 2013 et 2014. Vice-champion de D2 en 2013, le CD Alfonso Ugarte demande à revenir en Copa Perú dès 2015 faute d'un aval financier et en raison de dettes avoisinant les 230 000 soles.
Alors que le club avait obtenu sa qualification sur le terrain pour les 8e de finale de l'édition 2019 de la Copa Perú, il en est exclu par la Fédération péruvienne de football en raison d'une dette impayée datant de 2014.
En 2021, l'Alfonso Ugarte se hisse en finale de la Copa Perú mais perd le match aux tab face à l'ADT de Tarma (0-0, 3-5tab). Le club revient néanmoins en D2 à partir de 2022.
L'année 2023 est toutefois difficile sur les plans économique et sportif, les joueurs n'étant plus payés depuis plusieurs mois, ils décident de ne pas se présenter sur la pelouse du Carlos Stein le 5 septembre, lors de la 23e journée du championnat de D2. Avec cette deuxième défaite sur tapis vert de la saison – la première ayant eu lieu face à l'Unión Huaral le 17 août – le club est rétrogradé administrativement en Copa Perú (D3). En outre, la Fédération péruvienne lui impose une amende de 247 000 soles.

## Résultats sportifs

### Palmarès
| Compétitions nationales | Compétitions régionales                                                                                               |
| - Championnat du Pérou : - Vice-champion : 1975. - Championnat du Pérou D2 : - Vice-champion : 2013. - Copa Perú : - Finaliste : 1999, 2012 et 2021. | - Ligue de la région de Puno (11) : - Vainqueur : 1971, 1972, 1973, 1994, 1998, 1999, 2000, 2001, 2012, 2017 et 2018. |

### Bilan et records
- Saisons au sein du championnat du Pérou : 18 (1974-1991)[7].
- Saisons au sein du championnat du Pérou D2 : 6 (2006-2007 / 2013-2014 / 2022-2023).
- Plus large victoire obtenue en compétition officielle : 
  - CD Alfonso Ugarte 13:1 Defensor Politécnico (Copa Perú 2012)[7].
- Participations en compétitions internationales : 
  - Copa Libertadores : 1 participation (1er tour en 1976).

## Structures du club

### Estadio Enrique Torres Belón
Construit dans la ville de Puno, tout près du lac Titicaca, l'Estadio Enrique Torres Belón (es) porte le nom d'un homme politique, sénateur de la région de Puno. Avec une capacité de 20 000 places, il est situé à 3 829 mètres d'altitude et fait partie des dix stades les plus élevés au monde.

## Personnalités historiques du club

### Joueurs

#### Effectif actuel (2023)
Source consultée : Dechalaca.com.
| N° | Nat.                   | Poste | Nom du joueur          |
| -- | ---------------------- | ----- | ---------------------- |
| 23 | Drapeau du Pérou       | G     | Gianfranco Castellanos |
| 25 | Drapeau du Pérou       | G     | Renzo Cáceres          |
| 2  | Drapeau du Pérou       | D     | Ignacio Talavera       |
| 3  | Drapeau du Pérou       | D     | Willy Pretell          |
| 77 | Drapeau du Pérou       | D     | Kléiber Palomino       |
| 84 | Drapeau du Pérou       | D     | Rodolfo López          |
| 8  | Drapeau du Pérou       | M     | Francesco Lara         |
| 10 | Drapeau du Pérou       | M     | Adrián Quiroz          |
| 11 | Drapeau de la Colombie | M     | José Cuero             |

| No. | Nat.                  | Position | Nom du joueur     |
| --- | --------------------- | -------- | ----------------- |
| 13  | Drapeau du Pérou      | M        | Guillermo Vernal  |
| 20  | Drapeau du Pérou      | M        | Elvis Payé        |
| 30  | Drapeau de l'Uruguay  | M        | Agustín Gutiérrez |
| 49  | Drapeau du Pérou      | M        | Ronaldo Mendoza   |
| 96  | Drapeau du Pérou      | M        | Edson López       |
| 27  | Drapeau du Pérou      | A        | Brando Paladines  |
| 59  | Drapeau de l'Équateur | A        | Wilmer Ayoví      |
| 35  | Drapeau du Pérou      |          | César Pardo       |

#### Grands noms
L'attaquant José Leyva est le joueur le plus marquant du club. Il finit deux fois meilleur buteur du championnat du Pérou en 1975 et 1979 avec 25 et 28 buts, respectivement.

### Entraîneurs
Le club atteint son apogée sportif dans les années 1970, sous la houlette de Walter Milera (es), lorsqu'il est vice-champion du Pérou en 1975 et participe à la Copa Libertadores en 1976. En 1999, Freddy Bustamante atteint la finale de la Copa Perú, perdue face à l'UPAO (2-3). En 2012, le club se hisse une deuxième fois en finale de la Copa Perú, cette fois-ci entraîné par César "Chalaca" Gonzales, mais s'incline devant l'UTC (0-2, 3-2). En 2013, le CD Alfonso Ugarte devient vice-champion de 2e division, sous la direction de Mario Flores. Enfin, en 2021, le club dirigé par Erick Torres atteint la finale de la Copa Perú perdue aux tab face à l'ADT (0-0, 3-5tab).
| - Carlos Puertas (1974) - Walter Milera (1974-1976) - Diego Agurto (1977) - Walter Milera (1978-1979) - Marcos Calderón (1979) - Máximo Carrasco (1979-1980) - Roberto "Tito" Drago Burga (1980) - Víctor Lobatón (1980) - Francisco Gonzales (entraîneur-joueur) (1983) - Diego Agurto (1985) - Máximo Carrasco (1986) - Genaro Neyra (entraîneur-joueur) (1987) - Juan Chumpitaz (1991-1992) - Antonio Carlos Vieira (1997) - Freddy Bustamante (1998-1999) - Carlos Solís (2000) - Willy Laya (2001) - Freddy Bustamante (2001) - Carlos Solís (2003-2004) - Ernesto Neyra (2006) - Eddy Oyarzábal (2007) - Félix Cáceres (2007) | - Eduardo Coacalla (2007) - Jesús Arias (2008) - Moisés Vargas (2009) - Pedro Huallanca (2009) - Martín Alemán (2010) - Elard Delgado (2011) - Pedro Huallanca (2011) - Mario Flores (2012) - César Gonzales (2012) - Mario Flores (2013) - Pablo Bossi (2014) - Edson López (2014) - Marcelo Messina (2014) - Germán Pinillos (2014) - Martín Alemán (2014) - Edson López (2014) - José Luis Bustamante (2015) | - Roberto Arrelucea (2017) - Leonardo Morales (2017) - Miguel Miranda (2017) - Fredy García (2018) - Jaime Carrión (2019) - José Suárez (2019) - Erick Torres (2020-2021) - Javier Arce (2022) - Edson López (intérim) (2022) - Erick Torres (2022) - Gustavo Roverano (2023) - Edson Guerrero (intérim) (2023) - Rafael Castillo (2023) - Javier Cáceres (intérim) (2023) - Rony Revollar (2023) - Marcelo Messina (2023-) |

## Culture populaire

### Rivalités

#### Rivalités régionales
Le CD Alfonso Ugarte entretient une forte rivalité régionale avec le CD Diablos Rojos de la ville voisine de Juliaca. Cet antagonisme s'exacerbe à l'occasion du championnat 1985 lorsque les deux clubs jouent un match de barrage pour le maintien que l'Alfonso Ugarte remporte de justesse 2-1.

#### Derby de Puno
Le club a l'occasion de disputer un derby – baptisé Clásico puneño – avec l'Unión Carolina, l'autre club de la ville de Puno.